# Dublin Rebels
Die Dublin Rebels sind ein irisches American-Football-Team aus Dublin; gegründet wurde das Team 1995.

## Geschichte
Die Rebels gewannen 2001 ihr erstes Finale in der Irish American Football League gegen die Carrickfergus Knights mit 28:7. Zwischen 2003 und 2006 wurde das Team weitere vier Mal irischer Meister. In der Saison 2006 gewannen die Rebels alle Spiele in der irischen Liga und schafften damit eine perfekte Saison. 2009, 2012 und 2014 nahm das Team auch am europäischen Wettbewerb EFAF Atlantic Cup teil. Dabei erreichten sie zunächst den zweiten und anschließend zwei Mal den dritten Platz. 2017 gewannen die Rebels den GFL International Atlantic Cup mit 42:14 gegen die Bucharest Rebels. 2011, 2016, 2017 und 2023 gewannen sie erneut die irische Meisterschaft, womit sie die irischen Rekordmeister sind.